# Catapoecilma dolicatum
Catapoecilma dolicatum är en fjärilsart som beskrevs av De Nicéville. Catapoecilma dolicatum ingår i släktet Catapoecilma och familjen juvelvingar. Inga underarter finns listade i Catalogue of Life.